# Ernst Laemmle
Pour les articles homonymes, voir Laemmle.
Ernst Laemmle est un réalisateur allemand né le 25 septembre 1900 à Munich et mort le 1er mai 1950 à Hollywood. Il a réalisé plus d'une cinquantaine de films.

## Filmographie partielle
- 1924 : The Lone Round-Up
- 1925 : Le Fantôme de l'Opéra (non crédité)
- 1927 : The Cowboy Chaperone
- 1929 : Le Reporteur diabolique (Der Teufelsreporter)
- 1930 : What Men Want